# Bundesakademie für Wehrverwaltung und Wehrtechnik

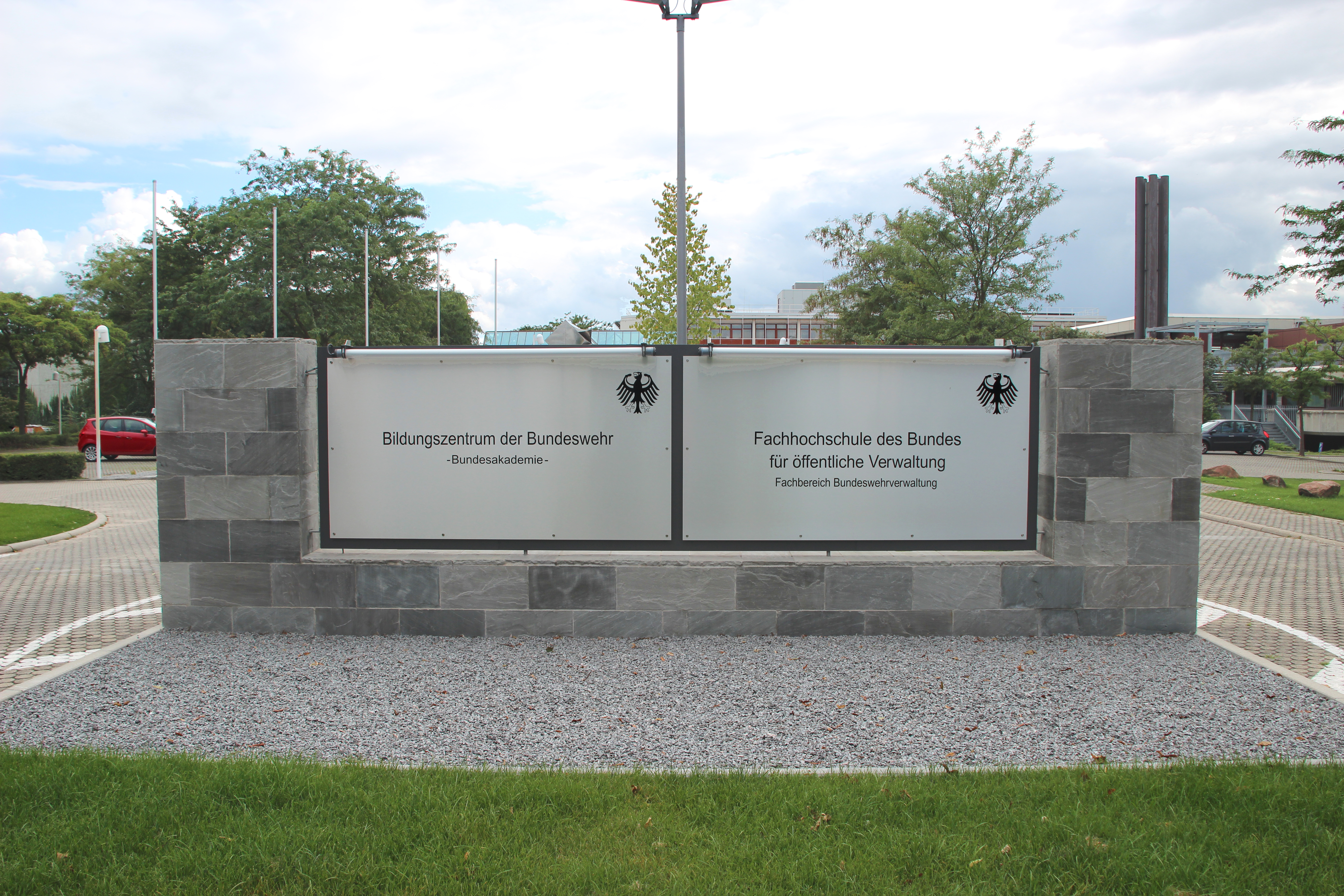
Haupteingang

Die Bundesakademie für Wehrverwaltung und Wehrtechnik (BAkWVT) war ein Bildungsinstitut der Bundeswehr mit Sitz in Mannheim.
Die BAkWVT diente der Bundeswehrverwaltung als zentrales Bildungsinstitut für die Aus- und Fortbildung der Beamten und Arbeitnehmer in höheren Verantwortungsbereichen sowie der Laufbahnausbildung der Beamten des gehobenen und höheren technischen Dienstes. Es wurden jährlich rund 450 Lehrgänge mit mehr als 10.000 Teilnehmenden durchgeführt.

## Geschichte
Ein Jahr nachdem die Bundeswehr gegründet worden war, wurde 1956 in Mannheim eine Bundeswehrverwaltungsschule errichtet. 1961 wurde die Akademie für Wehrverwaltung und Wehrtechnik gegründet, in diesem Jahr gab es 341 Lehrgangsteilnehmer. 1974 erfolgte die Umbenennung in Bundesakademie für Wehrverwaltung und Wehrtechnik. Zum 25-jährigen Jubiläum 1986 besuchten bereits 6.000 Teilnehmer die Akademie. 1994 wurde in Berlin-Grünau eine Außenstelle eingerichtet. Im Jahr 2001 konnten 12.000 Lehrgangsteilnehmer verzeichnet werden. Im Zuge der Neuausrichtung der Bundeswehr ging die Bundesakademie Ende 2012 im neu gegründeten Bildungszentrum der Bundeswehr auf.